# Witold Szkotnicki
Witold Szkotnicki (ur. 21 lutego 1936 w Trembowli, zm. 3 marca 2004 we Wrocławiu) – polski prawnik, specjalista z zakresu prawa karnego, pracownik naukowy Uniwersytetu Wrocławskiego.

## Życiorys
Urodził się w rodzinie kapitana Wojska Polskiego – Tadeusza Szkotnickiego, który został zamordowany w obozie jenieckim w Starobielsku.
Wraz z matką został wywieziony do Kazachstanu, skąd powrócił do Polski w 1946.
W 1963 ukończył studia prawnicze na Uniwersytecie Wrocławskim. W tym samym roku został zatrudniony w Katedrze Prawa i Polityki Penitencjarnej Uniwersytetu Wrocławskiego. Równolegle odbywał praktykę jako wychowawca w Zakładzie Karnym Specjalnym w Oleśnicy. W październiku 1964 objął stanowisko asystenta, a w 1966 - starszego asystenta.
Stopień naukowy doktora nauk prawnych uzyskał w 1971 na podstawie rozprawy Samorząd skazanych na karę pozbawienia wolności w Polsce, napisanej pod opieką naukową prof. Witolda Świdy.
Od 1972 był adiunktem w Instytucie Kryminologicznym. W 1989 na podstawie dysertacji Ośrodek przystosowania społecznego w teorii i praktyce uzyskał tytuł doktora habilitowanego. W 1990 został powołany na stanowisko docenta, zaś w 1994 - na stanowisko profesora nadzwyczajnego. W latach 1993–1996 był kierownikiem Zakładu Prawa Karnego Materialnego i zastępcą dyrektora Instytutu Prawa Karnego i Kryminologii. Był promotorem w dwóch przewodach doktorskich (R. Kokota i A. Muszyńskiej).
Autor licznych publikacji, w tym dwóch prac monograficznych, a także ponad 50 artykułów, referatów i innych opracowań naukowych z zakresu prawa karnego materialnego i prawa penitecjarnego. Jego zainteresowania naukowe koncentrowały się wokół zagadnień wykonywania kary pozbawienia wolności, resocjalizacji skazanych (w szczególności sprawców młodocianych) recydywy oraz ustawowego i sądowego wymiaru kary.
Członek Towarzystwa Naukowego Prawa Karnego, Międzynarodowego Stowarzyszenia Prawa Karnego (Association Internationale de Droit Pénal) oraz Okręgowej Komisji Badania Zbrodni przeciwko Narodowi Polskiemu.
Odznaczony Złotym Krzyżem Zasługi (1985) oraz Krzyżem Kawalerskim Orderu Odrodzenia Polski (1992).
Zginął w wypadku komunikacyjnym. Pochowany na Cmentarzu św. Wawrzyńca przy ul. Bujwida we Wrocławiu.

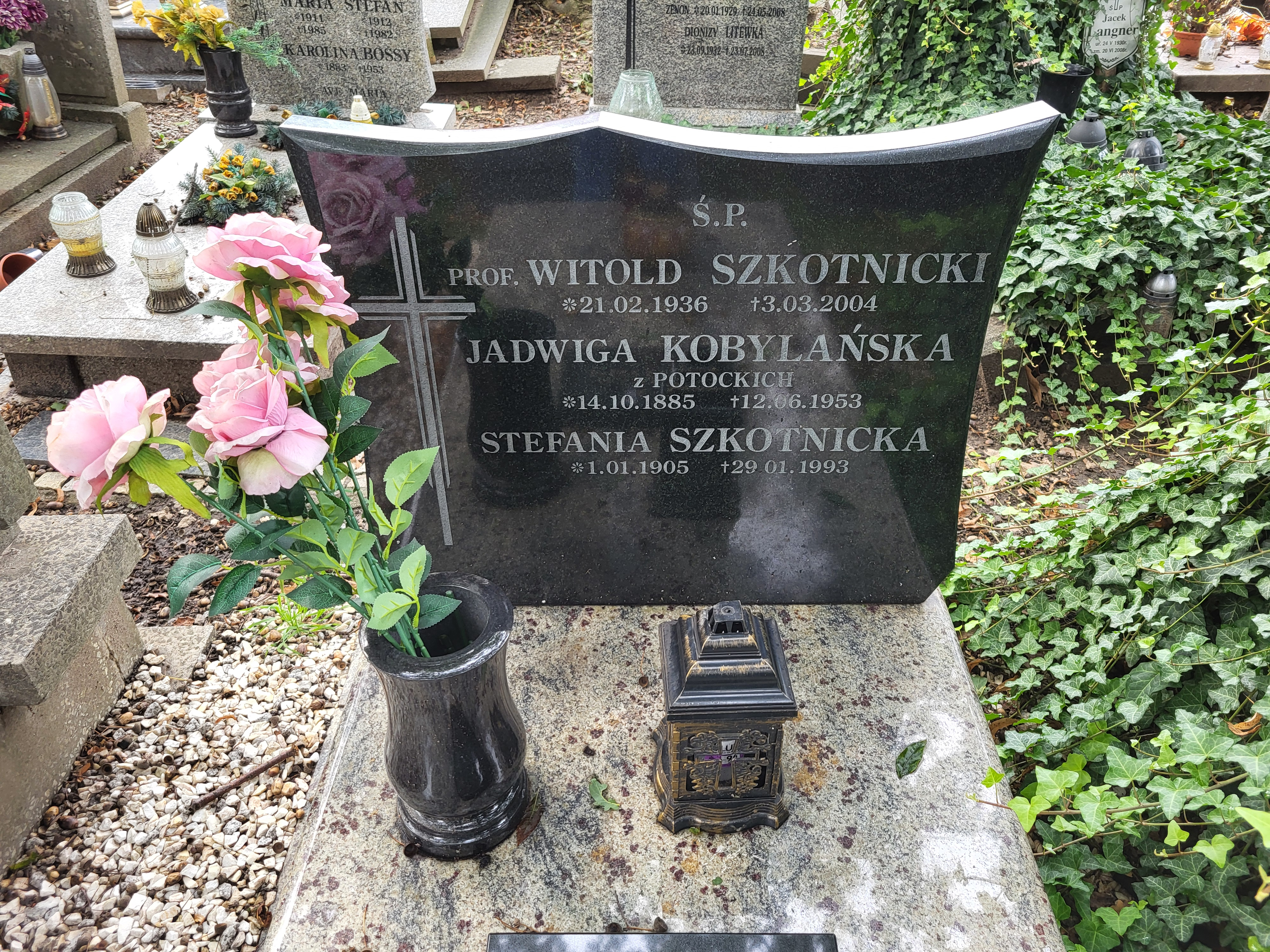
Grób prof. Witolda Szkotnickiego na Cmentarzu św. Wawrzyńca przy ul. Bujwida we Wrocławiu